# MaNga (Album)
maNga ist das Debütalbum der gleichnamigen Nu-Metal-Band maNga aus dem Jahr 2004. Es wurde von den Labels GRGDN und Sony Music vertrieben. Produzenten sind Haluk Kurosman, Hadi Elazzi, Selim Serezli und Yağmur Sarıgül. Produziert wurde das Album in den Ulus Studios von GRGDN Ulus. In der Türkei erreichte das Album mit 100.000 verkauften Platten die Goldene Schallplatte.
2006 erschien mit maNga+ eine Neuveröffentlichung mit 2 zusätzlichen Songs, Kandirma Kendini und Raptiye Rap Rap, sowie einer DVD mit den Musikvideos zu den Songs Bir Kadin Cizeceksin, Bitti Rüya, Dursun Zaman und Kandirma Kendini. Dieses wurde unter anderem von Epic Records produziert und dieses verkaufte sich ebenfalls annähernd 100.000 Mal.

## Cover und Booklet
Das Cover zeigt das Bandmaskottchen Spa, das sich mit Farbe bekleckert hat und Farbspray in der Hand hält. Im Hintergrund liegen weitere Spraydosen. Im Booklet und auf der CD sind die Musiker der Band als Mangafiguren dargestellt. Spa tauchte in den ersten Musikvideos der Band auf. Seit 2009 jedoch verzichtet die Band vermehrt auf ihn.

## Gastmusiker
Neben Haluk Kurosman, der für das Album das Klavier einspielte, stießen weitere Gastmusiker bekannter türkischer Bands hinzu, wie Koray Candemir von Kargo (Gesang in den Songs Kal Yanimda und Yalan 2), Deniz Özbey Akyüz von Vega (Gesang im Song Iz Birakanlar Unutulmaz) und Göksel, die im Song Dursun Zaman sang. Dursun Zaman entstand aus dem Gedicht Kara Toprak von Aşık Veysel. Ali Sarıgül spielte für das Album zu den Songs Acilis und Kapanis die Ney ein. Özgür Sarı spielte Piano in den Songs Yalan und Itildik. Zu den Songs Bitti Rüya, Sakin Bana Söyleme und Bir Kadin Cizeceksin spielten Tülay Karsin und Kerem Berkalp die Violine, Göknil Özkök Genc die Viola und Didem Erken das Violoncello ein.

## Trackliste
1. Acilis
2. Kapkac
3. Bitti Rüya
4. Bir Kadin Cizeceksin
5. Kal Yanimda
6. Yalan
7. Libido
8. Iz Birakanlar Unutulmaz
9. Sakin Bana Söyleme
10. Dursun Zaman
11. Mangara
12. Itildik
13. Yalan 2
14. Kapanis

Das Stück Bir Kadin Cizeceksin ist ebenfalls auf dem Soundtrack des EA-Sports-Videospiels FIFA 06 enthalten.